# スリーブバルブ

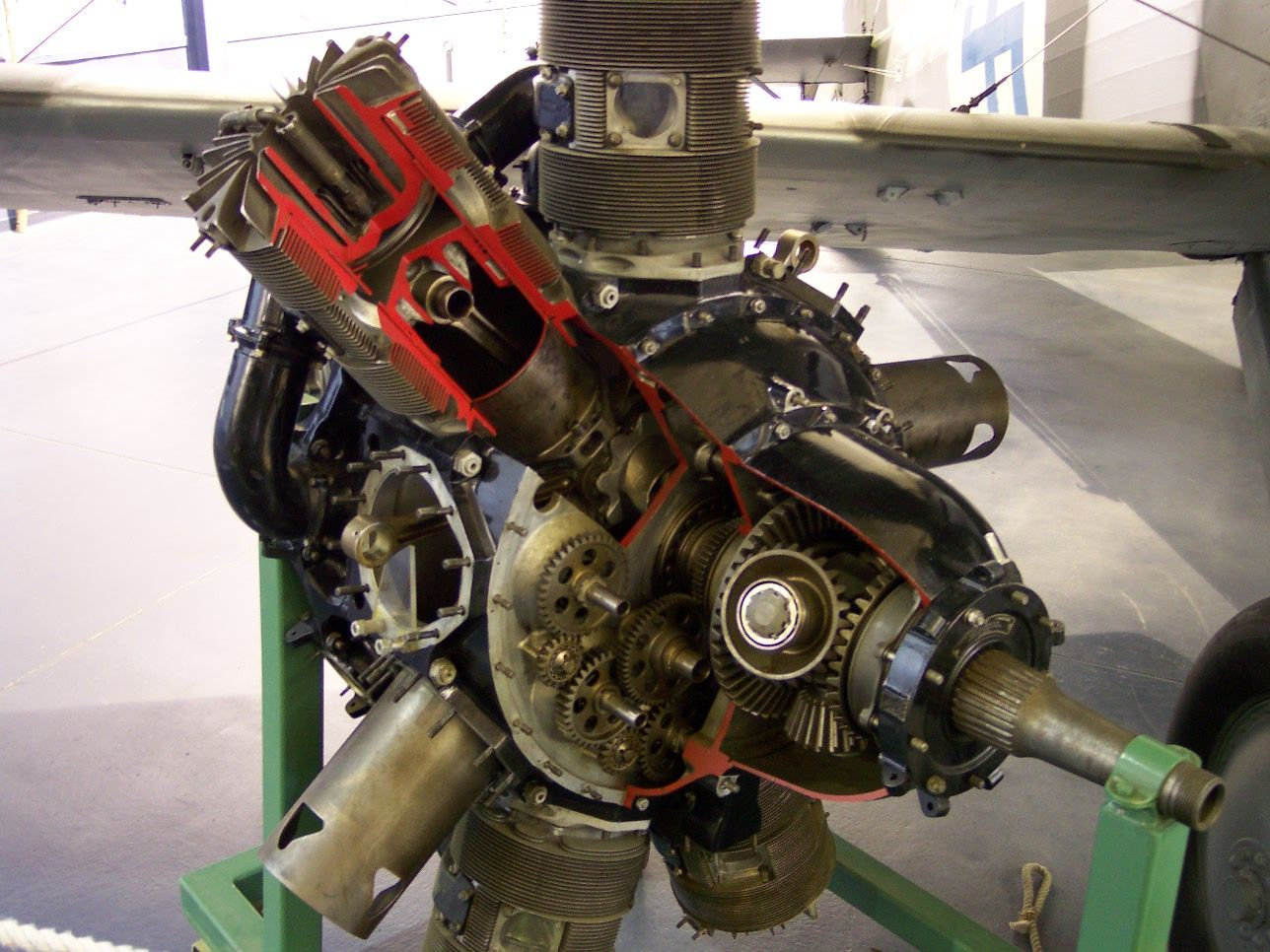
ブリストル ペルセウスエンジン

スリーブバルブ（英: Sleeve valve）は、内燃機関の吸排気弁機構形式の一つである。摺動弁式とも言う。1940年代以前の自動車・航空機レシプロガソリンエンジンの一部で採用されたが、現在は廃れている。

## 構造・特徴
通常の4ストロークレシプロエンジンの給排気バルブにはキノコ型のポペットバルブが用いられるが、本方式ではこれを用いない。
吸気ポートと排気ポートをシリンダ側面に開け、シリンダ外部を二重構造とする。ここに、やはり吸排気口を開けた筒状の「スリーブ」を挿入する。片方をクランクシャフトに同調させるかたちで、上下もしくは円周（回転）方向に往復させて、ポートを開閉する。
ポペットバルブよりも吸排気抵抗が小さく、燃焼室形状の自由度が高いこと、また動弁系の打音が無く、静粛性が高いことが長所である。
しかし実際は熱で膨張、変形するシリンダ部でスリーブを摺動させることは困難を伴う。高速になればなるほど、大きな部品であるスリーブには慣性が働いて無用の抵抗となり、高回転を阻む。またスリーブ内外の広い面積で摩擦が増大するため潤滑が困難となり、多量のエンジンオイルを消費することになる。スリーブバルブエンジン車は、このオイルの燃焼による白煙を排出することが多かった。
加えて、スリーブを駆動する機構は、ポペットバルブエンジンの動弁機構より遙かに複雑となり、スリーブの材質や加工精度にも非常に高いものが要求された。従って普遍的な方式とはならず、ポペットバルブエンジンの進歩と反比例するかたちで、第二次世界大戦以前（航空機用は同大戦の終結と同時）に廃れることになった。

## 歴史
1910年にアメリカ人、チャールズ・ナイトが考案した「ダブル・スリーブバルブ方式」がその始祖である。故にこの形式をとるスリーブバルブエンジンをナイトエンジンと呼称する事もある。
発案当時はポペットバルブ式エンジンより静粛で強力であることを長所としていた。初期のポペットバルブエンジンはサイドバルブ方式で吸排気効率が良いとは言えず、バルブ打音による騒音も激しく、オイル消費もスリーブバルブエンジンとさして差がないほどに多かったので、ポペットバルブの欠点を大きく補えると考えられたスリーブバルブが歓迎されたのである。もっとも構造が複雑であるが故、採用はもっぱら高級乗用車に限られた。
最初にナイト式ダブル・スリーブバルブを採用したのはイギリスのデイムラー社で、以後欧米の高級車メーカーに採用例が続出した。のちには簡易式と言うべき「シングル・スリーブバルブ方式」も考案されている。
しかし、第一次世界大戦後、ポペットバルブエンジンの性能が改善されるにつれ、高回転に向かず、オイルを多量に消費し、しかも複雑なスリーブバルブ式は廃れる方向へ向かう。一時的にスリーブバルブエンジンを用いたメーカーも、ポペットバルブの総合的な優位性が明らかになると、結局ポペットバルブ式に回帰し、1920年代後期までにはほとんど使われない方式になった。
その中でフランスのヴォアザン社とパナール社、ベルギーのミネルヴァ・モータース社は1930年代に至ってもこの手法に固執して高級乗用車を生産し続けた。3社は高性能・高品質な乗用車用ナイト式スリーブバルブエンジンを生産することに強い拘りを持っており、1920年代から1930年代にかけてスリーブバルブエンジン搭載のレーシングカーや特別改造の速度記録車などを製作してもいる。もっともその努力にも限界があり、ヴォアザンはポペットバルブを異常に嫌悪していた創業者ガブリエル・ヴォアザンが経営から退いた1930年代後期にスリーブバルブ継続を断念して社外製ポペットバルブエンジンへ移行、他2社は第二次世界大戦で乗用車生産を中止、戦後は高級乗用車業界から撤退して、スリーブバルブエンジン車の系譜は廃れた。
イギリスの航空機エンジンメーカーであるブリストル社は、第二次世界大戦中の大型航空エンジン「セントーラス」ほかにこのスリーブバルブ式を用いた。自動車用エンジン以上に過酷な運用条件に置かれる航空エンジンでありながら、驚くべきことに第一線の軍用エンジンとして十分な機能を果たした。やはり航空エンジンメーカーであったネイピアで同時期に開発された大出力エンジン「セイバー」もスリーブバルブを導入したが量産化後も信頼性に問題を抱え、ブリストルの技術供与などを受けてようやく実用水準に達している。第二次世界大戦後にブリストルおよびネイピア製スリーブバルブエンジン搭載の機体が退役すると共にジェットエンジン主流の時代が到来したことで、後続の同種エンジンは出現せずに終わった。
以後、航空界・自動車界のいずれにおいても、この手法を踏襲するメーカーは見られないが、英国 RCV Engine社は模型飛行機用に排気量が9.5～20mlのエンジンを製造しており、同社は2006年に台湾のMotive Power Industry社向けにスクーター用として排気量125mlのエンジンを試作した。